# Olympia-Kino

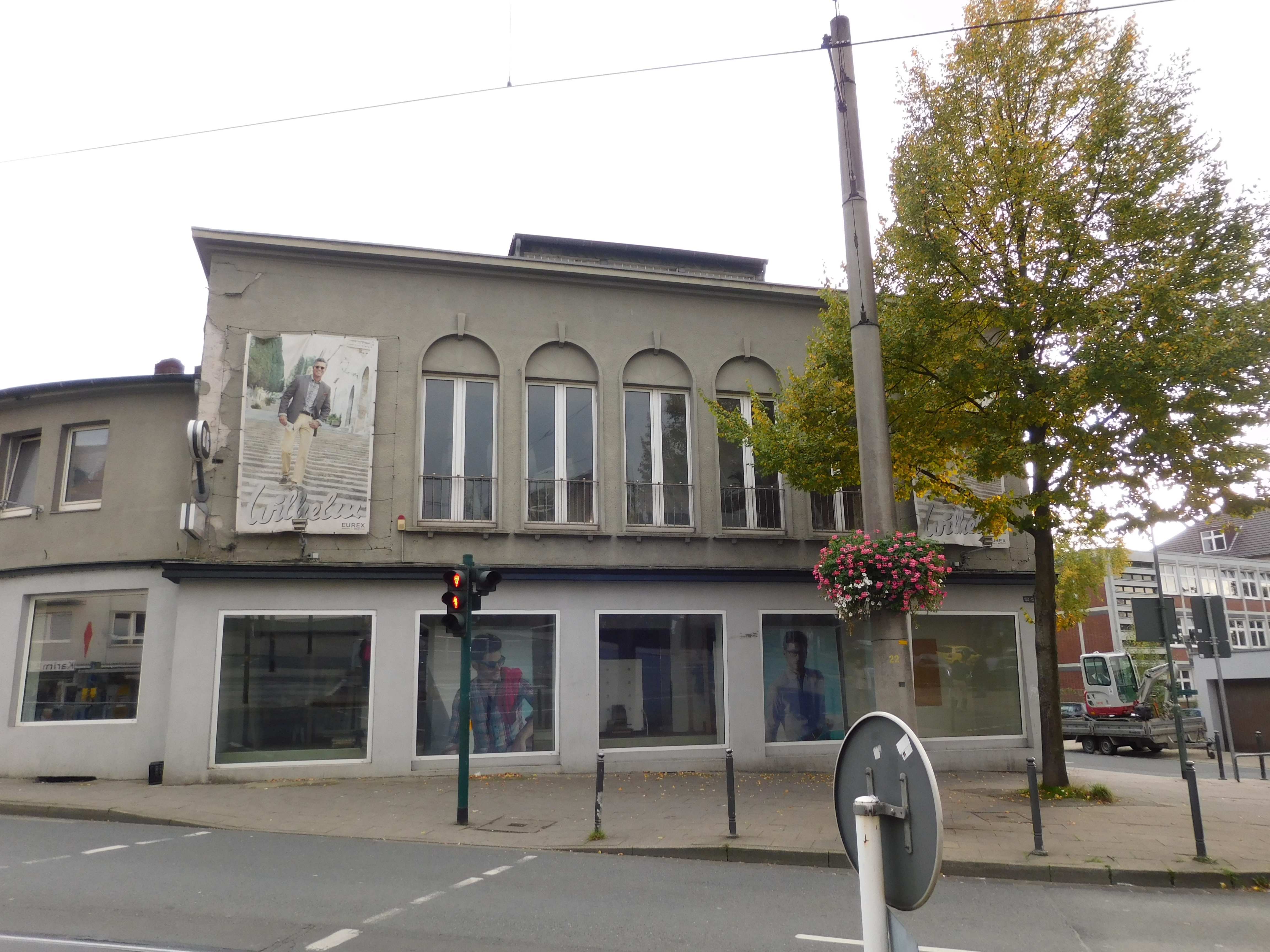
Ehemaliges Kinogebäube (Oktober 2020)

Das Olympia-Kino im Essener Stadtteil Südostviertel (Steeler Straße 152–158) war ein 1950 erbautes und bis 1970 genutztes Kino. 

## Geschichte
Erbaut wurde das Kino 1950 von den Architekten Hanns Rüttgers und Carl Uhlendahl, der das Kino mit Karl-Heinz Uhlendahl betrieb. Der Kinosaal bot 850 Sitzplätze und diente auch Konzerten und Theateraufführungen. Im Jahr 1968 war der Kinosaal Spielstätte der Internationalen Essener Songtage 1968. Als Höhepunkt trat Frank Zappa auf. Im Jahr 1970 wurde der Kinobetrieb aufgegeben und das Gebäude in einen REWE Supermarkt umgewandelt.
2012 wurde der Supermarkt geschlossen und ein Modegeschäft übernahm das Gebäude. Derzeit steht das Gebäude leer (Stand: September 2020).